# Nick Cordle
Nick Cordle es un guitarrista estadounidense nacido en el estado de Virginia, Estados Unidos el 9 de octubre de 1985.
Cordle se unió a Arch Enemy en octubre de 2011 pero no fue hasta el 3 de marzo de 2012 cuando vía Facebook se reveló oficialmente que había reemplazado a Christopher Amott y abandonado  Arsis.

## Biografía
Nick Cordle se crio en una familia musical en Virginia por padres que enseñan piano. Rajmáninov, Brahms y Liszt son sus primeros recuerdos. Había clases de piano y violín desde una edad muy temprana, pero un punto de rebeldía le llevó a la guitarra a la edad de 10, y en pocos años descubrió álbumes clásicos del thrash metal de Megadeth, Metallica y Slayer. Esta fue su primera pasión musical y puerta de entrada a la música extrema.
Nick estudió jazz y teoría musical en la Universidad de Virginia desde 2003 hasta 2007, pero sigue siendo autodidacta en los caminos del «shred» y metal. Poco tiempo después, se unió a la banda de death metal  Arsis tocando el bajo y la guitarra durante un período de tres años.
El 3 de marzo de 2012 fue anunciado en la página de Facebook de Arch Enemy que Christopher Amott una vez más había salido de la banda. Fue reemplazado por Nick Cordle de  Arsis. Arch Enemy lanzó su tercer vídeo musical del álbum Khaos Legions el 25 de abril de 2012 para «Under Black Flags We March». No sólo Nick Cordle aparecen en el vídeo, también grabó un solo de guitarra nuevo, haciendo de este su tema debut con la banda.

## Equipamiento
- Guitarras: Dean VMNT con tremolo Floyd Rose.
- Amplificadores: Marshall JCM900 50 watt dual reverb, Vintage 30 cabinets.
- Extras: Ibanez TS9, Boss TU-2 and NS-2, Dunlop Tortex M3 1.0 mm

## Bandas
1. This Means You (guitarra, 2007)
2. Arsis (guitarra, 2008-2012)
3. Arch Enemy (guitarra, 2012-2014)[3]